# Nora Zehetner
Nora Zehetner (El Paso, 5 februari 1981) is een
Amerikaans actrice.

## Biografie
Zehetner woonde in haar kindertijd een paar jaar in Richardson alvorens terug naar haar geboorteplaats El Paso te verhuizen. Toen ze veertien was, verhuisden ze met haar familie naar Dallas. Op haar achttiende vertrok ze naar Californië om te gaan acteren.
Zehetner kreeg bijrollen in een aantal televisieseries en films. Vanaf 2003 was ze twaalf afleveringen te zien in Everwood en in 2006 negen afleveringen in Heroes. In oktober 2009 was ze voor het eerst te zien als het wederkerende personage Dr. Reed Adamson in Grey's Anatomy. In 2007 speelde Zehetner een hoofdrol in de horrorfilm Beneath en in 2008 speelde ze het titelpersonage in de romantische film Princess. Ze ging in 2007 met Armed Forces Entertainment - dat shows opvoert voor in het buitenland gelegerde Amerikaanse leger - naar de Perzische Golf.